# Municipio de North (Misuri)
El municipio de North (en inglés: North Township) es un municipio ubicado en el condado de Dade en el estado estadounidense de Misuri. En el año 2010 tenía una población de 307 habitantes y una densidad poblacional de 3,56 personas por km².

## Geografía
El municipio de North se encuentra ubicado en las coordenadas 37°32′9″N 93°53′35″O / 37.53583, -93.89306. Según la Oficina del Censo de los Estados Unidos, el municipio tiene una superficie total de 86.21 km², de la cual 84,74 km² corresponden a tierra firme y (1,71 %) 1,47 km² es agua.

## Demografía
Según el censo de 2010, había 307 personas residiendo en el municipio de North. La densidad de población era de 3,56 hab./km². De los 307 habitantes, el municipio de North estaba compuesto por el 96,74 % blancos, el 1,95 % eran amerindios, el 0,33 % eran asiáticos y el 0,98 % eran de una mezcla de razas. Del total de la población el 1,3 % eran hispanos o latinos de cualquier raza.